# 福地鉱
福地鉱（ふくちこう、fukuchilite）は、鉱物（硫化鉱物）の一種。化学組成は Cu3FeS8、結晶系は等軸晶系。黄鉄鉱グループの鉱物。
1969年、岩手県の花輪鉱山から梶原良道により、発見された。名前は鉱物学者・鉱床地質学者の福地信世にちなむ。

## 産出地
- 岩手県花輪鉱山（原産地）
- 中国、Dayao copper鉱山[1]
- フランス、Fanny鉱山[1]
- イタリア、Su Elzu[1]

## 性質・特徴
銅と鉄の硫化鉱物で、黄鉄鉱グループに属する鉱物。ビラマニン鉱 (Villamaninite (Cu,Ni,Co,Fe)S2、1920年発見) と類似しており、同一種であるとする説もあるが、国際鉱物学連合の「新鉱物および鉱物名に関する委員会」からは却下されている。合成では、鉄と銅の比が変化する連続固溶体をつくることが確認されている。
原産地ではコベリン、黄鉄鉱と混合した数ミクロン単位の状態で産出し、他の産地でも肉眼的な結晶等は得られていない。

## サイド・ストーリー
1976年、発見者の梶原良道は櫻井賞を受賞した。福地鉱が発見された本山鉱床は秋田県と岩手県の県境より秋田県側に分布するが、鉱山事務所は岩手県側にあり、花輪鉱山の所在地としては岩手県と記すことが普通である。